# Condado de Whitley (Kentucky)
El condado de Whitley (en inglés: Whitley County), fundado en 1812, es uno de 120 condados del estado estadounidense de Kentucky. En el año 2000, el condado tenía una población de 35,865 habitantes y una densidad poblacional de 12 personas por km². La sede del condado es Williamsburg.

## Geografía
Según la Oficina del Censo, el condado tiene un área total de 1153 km² (445,2 mi²), de la cual 1140 km² (440,2 mi²) es tierra y 13 km² (5 mi²) (1.12%) es agua.

### Condados adyacentes
- Condado de Laurel (norte)
- Condado de Knox (noreste)
- Condado de Bell (este)
- Condado de Claiborne (Tennessee) (sureste)
- Condado de Campbell (Tennessee) (sur)
- Condado de McCreary (oeste)

## Demografía
Según la Oficina del Censo en 2000, los ingresos medios por hogar en el condado eran de $22,075, y los ingresos medios por familia eran $27,871. Los hombres tenían unos ingresos medios de $26,518 frente a los $17,001 para las mujeres. La renta per cápita para el condado era de $12,777. Alrededor del 26.40% de la población estaban por debajo del umbral de pobreza.

## Localidades
- Corbin - (Parcialmente en el condado de Knox)
- Williamsburg

### Comunidades no incorporadas
- Canada Town
- Gatliff
- Goldbug
- Julip
- Packard
- Piney Grove
- Pleasant View
- Rockholds
- Saxton
- Siler
- Wofford
- Woodbine
- Yaden